# Landing (luchtvaart)

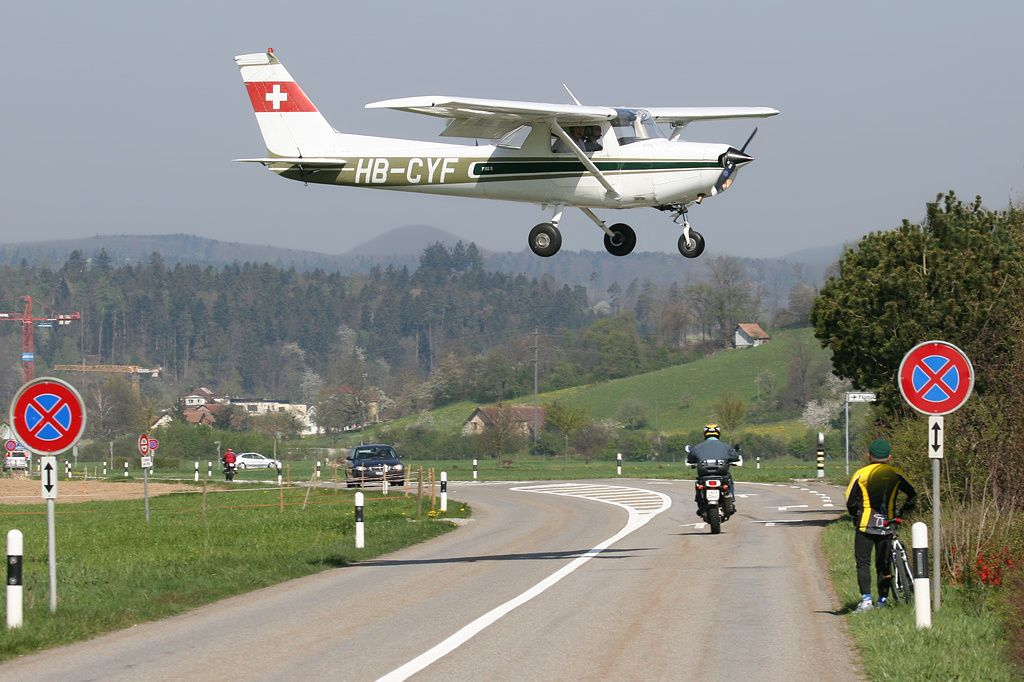
Landende Cessna 152.

Landen is het deel van de vlucht van vliegtuigen, vogels, parachutisten, ruimtevaartuigen en voorwerpen waarbij deze de grond bereiken.
Te hard landen wordt voorkomen door vleugels, rotorbladen, een parachute of verticaal geplaatste raketten of straalmotoren. Bij luchtballonnen wordt er geland door geleidelijk het drijfvermogen te verminderen.

## Inleiding

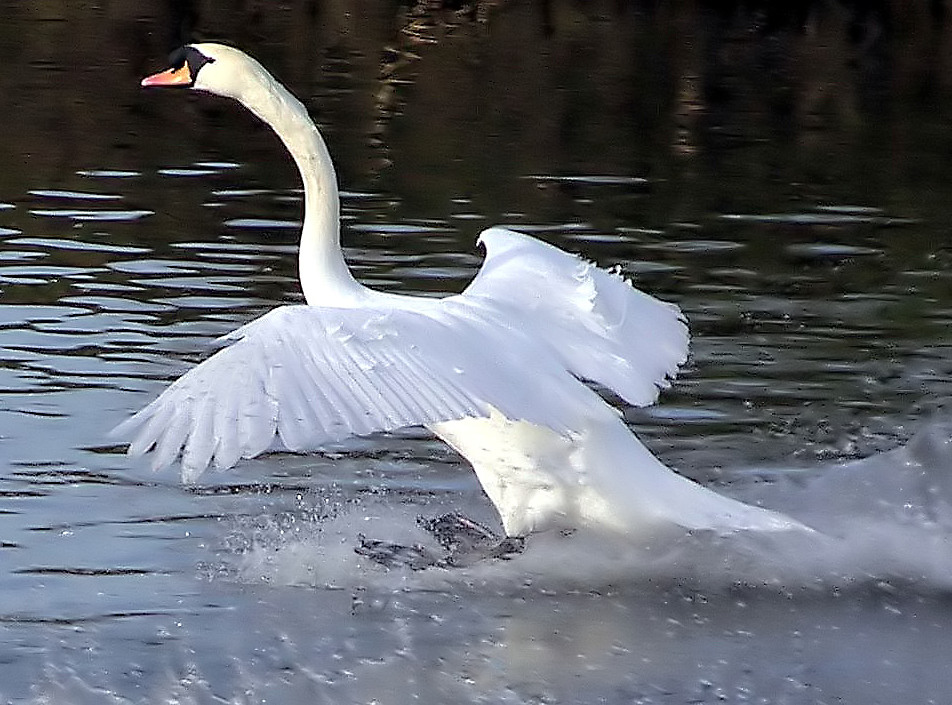
Een Knobbelzwaan landt op het water. De uitgespreide veren vergroten de liftkracht net zoals de slats en flaps van een vliegtuig.

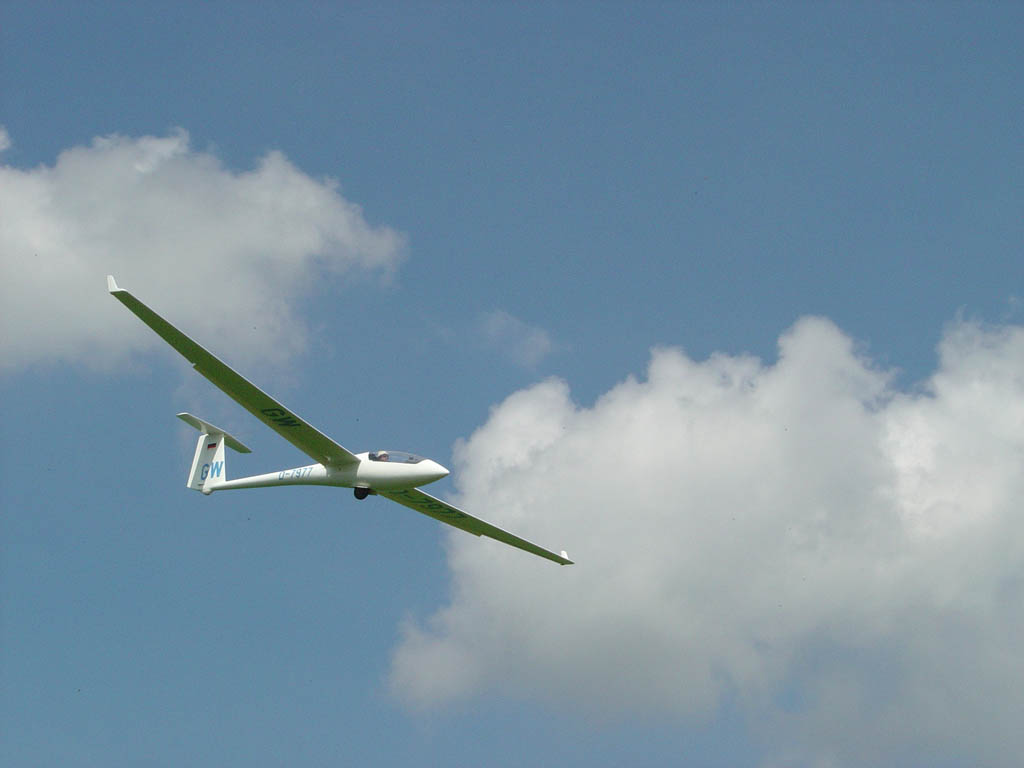
Een zweefvliegtuig (ASW 20) komt aanvliegen voor de landing, het (landings)wiel is uitgeklapt.

Luchtvaartuigen landen gewoonlijk op een vliegveld op een harde startbaan, die in dit geval ook wel landingsbaan wordt genoemd. Meestal worden deze gemaakt van asfalt, beton, gravel of gras. Er zijn vliegtuigen die speciaal uitgerust zijn om te landen op water, zand, sneeuw of ijs. In de ruimtevaart wordt de landing uitgevoerd op water of op terrein, waarbij de klap wordt opgevangen door airbags aan weerszijden van de capsule.
Ook als een vliegtuig op water neerkomt, wordt dat een landing genoemd. Dat is niet in alle talen zo. In het Duits maakt men onderscheid tussen Landung en Wasserung, in het Spaans tussen aterrizaje en amarizaje.
Het landen van bijvoorbeeld een C-130 Hercules op een grasveld midden in een oorlogsgebied is niet te vergelijken met de landing van een Cessna 152 op een goed onderhouden landingsbaan of de landing van een Airbus A380. Een zweefvliegtuig landt zonder motorvermogen en kan dus geen doorstart maken indien er bij de landing iets fout gaat.

## Landing van een vliegtuig

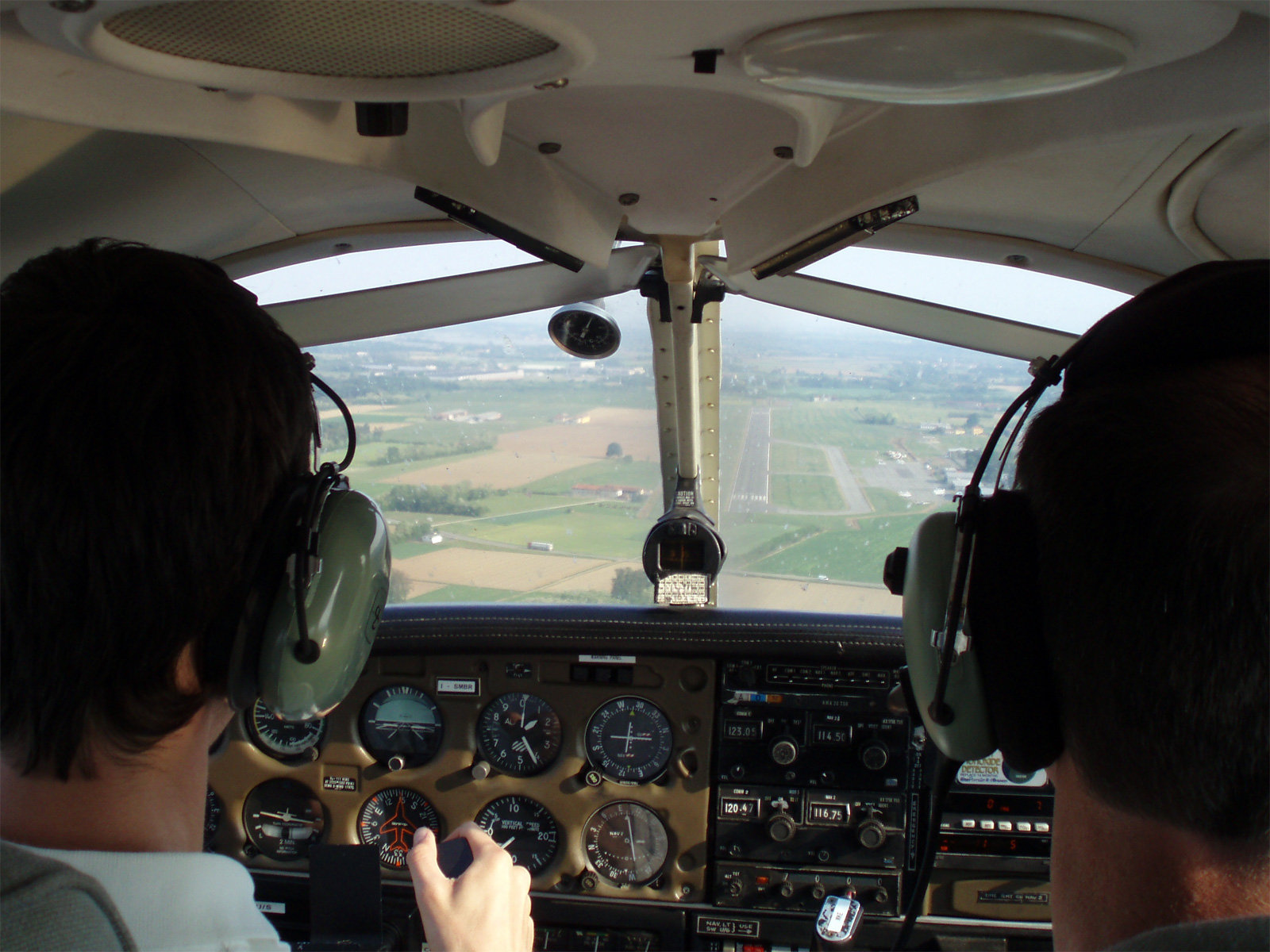
Zicht vanuit de cockpit vlak voor de landing.

Bij het landen komt een vliegtuig onder een constante dalingshoek en met een relatief lage snelheid op het landingsterrein aangevlogen: de eindnadering (Engels: final approach). De daalhoek is meestal ongeveer 3 graden. Om met een constante daalhoek naar de landingsbaan te vliegen gebruikt de piloot bijvoorbeeld signalen van het Instrument landing system of - als hij op zicht aanvliegt - de lichten van de Precision Approach Path Indicator. Vlak voor de landing op de landingsbaan begint het "afvangen" (Engels: flare), waarbij de neus van het toestel iets wordt opgelicht en de daling langzamer gaat. Deze stand wordt gehandhaafd totdat het landingsgestel de grond raakt. De piloot corrigeert het toestel daarna alleen nog maar om ook het neus- of staartwiel een zachte landing te laten maken.
Grote vliegtuigen landen door het toestel 'tegen de landingsbaan te vliegen’: de snelheid en de daalhoek (~3 graden) van het toestel worden nauwkeurig afgevlogen; de snelheid wordt ruim boven de overtreksnelheid gehouden.
Vlak voor de landing wordt de daalsnelheid sterk verminderd met als gevolg een zachte landing.
Meestal worden de spoilers, of lift-dumpers, automatisch omhoog geklapt om de liftkracht van de vleugels onmiddellijk te verlagen en het gewicht op de wielen te laten terechtkomen waarna mechanische remmen hun effect kunnen hebben al dan niet met behulp van de autobrakes.
Straalomkering (Engels: reverse thrust), het omkeren van de luchtstroom van de motoren naar voren in plaats van naar achteren, zorgt voor nog meer vertraging. Sommige propellervliegtuigen kunnen de bladen van de propeller verdraaien (de 'spoed' verstellen) zodat deze als een grote rem werken.

## Invloeden

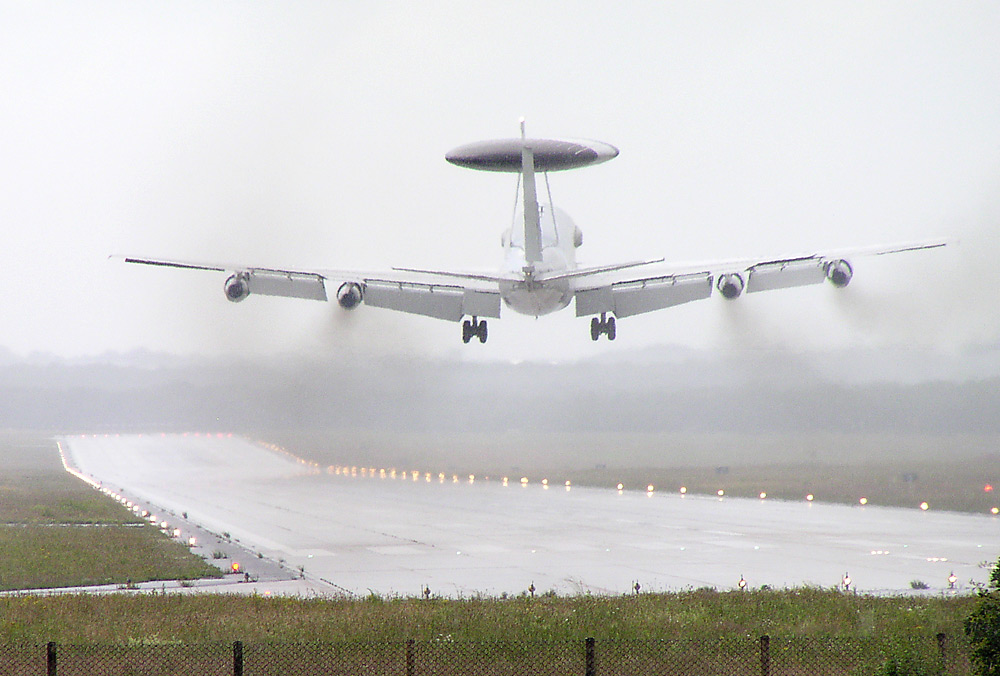
NATO Boeing E-3A, AWACS crosswind landing.

De landing wordt onder meer beïnvloed door: het gewicht van het vliegtuig, de wind, de lengte van de landingsbaan, eventuele obstakels eromheen, het grondeffect, luchttemperatuur, hoogte van het vliegveld, het weer, de aanwezigheid van verkeersleiding, het grondzicht en de aanwezige avionica.

### Zijwindlanding
Zijwind (en: crosswind) dwingt de piloot tot een aangepaste landingstechniek; dit wordt een zijwindlanding, krablanding of sliplanding genoemd. Bij deze landingen komt het vliegtuig schuin aanvliegen ten opzichte van de landingsbaan, met de neus in de wind om op het laatste moment de neus recht te trekken of schuin 'slippend' te landen en daarna het toestel recht te trekken.

## Landing op een vliegdekschip

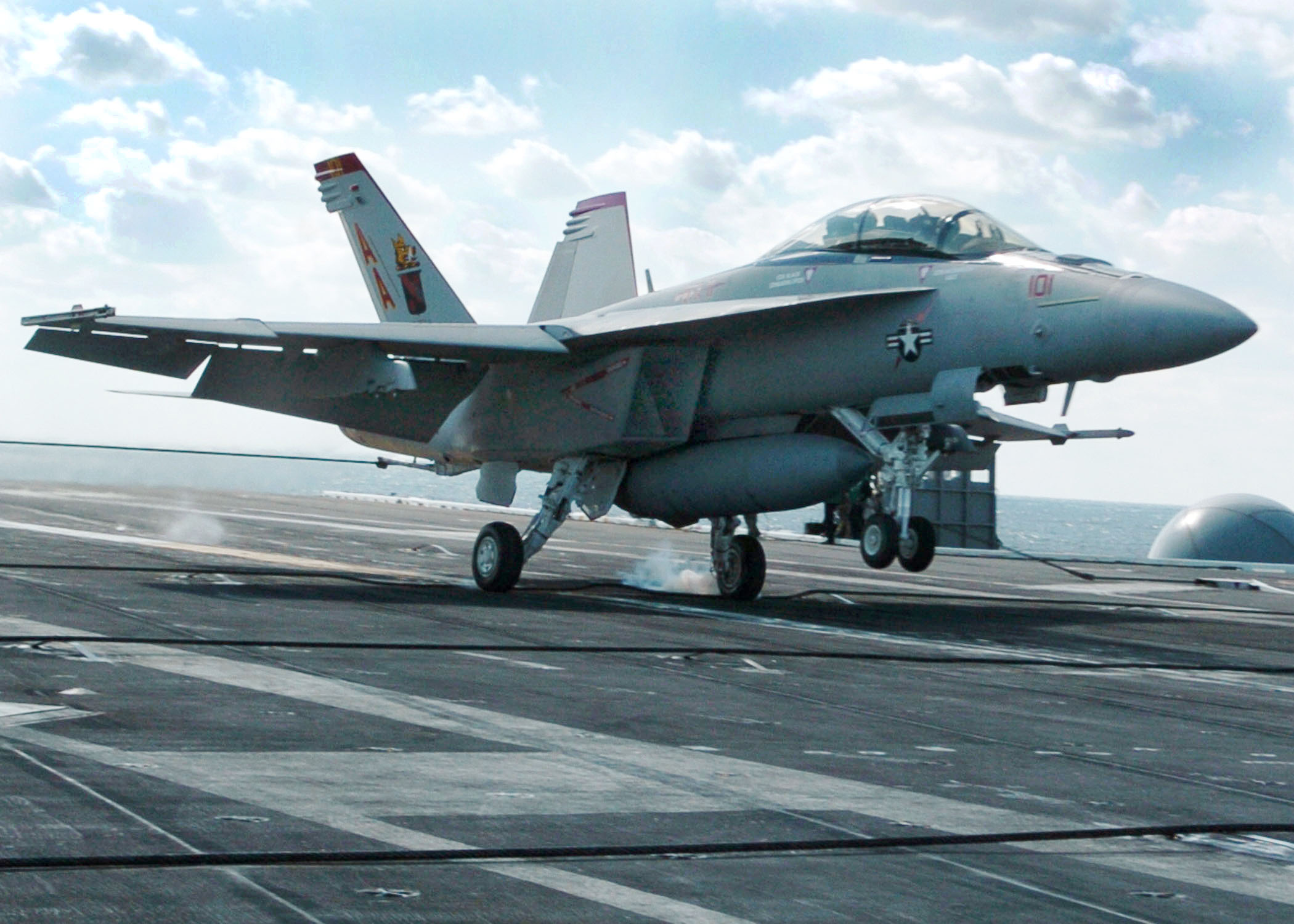
Een F/A-18F Super Hornet grijpt met zijn haak een van de remkabels op een vliegdekschip.

Om te landen op een vliegdekschip zijn de vliegtuigen uitgerust met haken aan de staart van het toestel. Daarmee wordt een van de meestal vier kabels gegrepen die over het dek gespannen zijn. Deze zijn verbonden met hydraulische pompen die ervoor zorgen dat het vliegtuig binnen de 100 m wordt afgeremd tot stilstand. Om de landing te vergemakkelijken vaart het schip tegen de wind in en landen de toestellen met de vaarrichting mee om de relatieve snelheid van het vliegtuig t.o.v. het schip zo laag mogelijk te maken, en om zo min mogelijk last te hebben van zijwind. Om weer te kunnen opstijgen, mocht de landingshaak gemist worden, wordt er geland met de motoren op volle kracht.

## Afbreken van de landing
Als een landing niet lukt, kan de piloot/gezagvoerder besluiten een doorstart (Engels: go-around) uit te voeren. Het toestel stijgt opnieuw op om na een rondvlucht op dezelfde landingsbaan te landen of eventueel uit te wijken naar een ander vliegveld.